# تیمانا، اویلا
تیمانا (اویلا) (به اسپانیایی: Timana) یک منطقهٔ مسکونی در کلمبیا است که در شهرستان اویلا واقع شده‌است.